# Южен Джендем
Южният Джендем е район южно от връх Ботев, част от резервата „Джендема“ в Национален парк „Централен Балкан“.

## Обща характеристика
Южните и северните склонове на вр. Ботев се вдълбават в шеметни пропасти. Народът неслучайно ги е нарекъл Джендеми (от арабско-турски: cehennem, джендем – пъкъл, ад).
Особено непристъпен е Южният Джендем – най-труднодостъпното и страховито място в българските планини. Той представлява затворено поречие, притиснато от стръмните склонове на вр. Хайдуттепе и местността „Чуфадарица“ от юг, Големият и Малкият (Калоферски) Купен от изток и от склоновете на връх Ботев и Кафадикилди от север.
Дълбаят го няколко реки, скачайки в пропасти, провирайки се през непристъпни каньони, а водите им образуват много водопади с височина до 120 метра.

## Граници
От запад билото, което свързва Жълтец (Саръкая) и Сютлючал се явява вододел между Джендемската река и Голямата река (горното течение на карловската Стара река). Склоновете на връх Хайдуттепе на север към Бяла река и на юг към Джендемската влизат в района на Южния Джендем.
От север пътеката, която свързва хижа Рай с хижа Васил Левски, определя района на Южния Джендем. От изток хребетът на калоферските Купени: Малък, Среден (според някои) и Голям, се спуска стръмно към Бяла река и образува източните стени на Джендема. Дългият гръб на Равнец с котите Сютлючал (2021 м), Хайдут (1923 м) и Равнец (1736 м) го огражда от юг.
Там, където Бяла река се съединява с река Бъзовица, теренът става достъпен и се счита за край на Джендема.

## Геоложки строеж
Основният геоложки строеж на поречието на Джендемската и Бяла река е филит – метаморфоризирани глинести лиски. В тези утаечни образувания, променени под действието на вулканически сили, водата в продължение на хилядолетия е успяла да издълбае безброй теснини, падове и водопади и да извае чудно красиви форми.
Освен филит по течението на реката се срещат още глинести шисти, гранит, променен гранит, гнайс и кварц.

## Реки
При най-ниската точка на вододела, от източната страна, има две малки изворчета, които се сливат и дават началото на Джендемската река. По склоновете на Равнец към нея се спускат множество стръмни рекички, които не са успели да си прокопаят дълбоки и характерни корита. По склоновете на връх Ботев обаче на юг се спускат четири реки, които дълбаят стръмни долини. Най-западните са Дериндере и Башмандренската река (Канлъдере), извиращи под върховете Жълтец и Дюзчал. Следва Бяла река, чиито извори са под билото между заслон Ботев и Дюзчал. Тя, присъединявайки се към Джендемската в недрата на Южния Джендем, дава своето име на реката по-нататък, до водослива ѝ със Стряма. Четвъртата река е Пръскалската – идва от преспите под връх Ботев и, падайки през Райските скали, образува Райското пръскало, а после се спуска в бездните на Джендема. Излизането на реката от Джендема става през Дяволските теснини – заключени между отвесите, спускащи се от средния ръб на Големия Купен и спусковете на Чуфадарица. На места теснините достигат до 300 м височина, стените им са гладки и измити в ниската си част, а ширината им при реката е от 2 до 15 м. Заемат едно разстояние от около 450 – 500 м. Там, където Бяла река се съединява с река Бъзовица, теренът става достъпен и се счита за край на Джендема.

## Водопади
Реките и потоците в Южния Джендем изобилстват с безброй водопадчета и водопади, до които достигането е трудно, а преодоляването им изисква алпийска техника. От горе надолу по течението най-забележителни са двата Доньови водопада, трите водопада Трояците и, разбира се, Калоферското пръскало (Големият джендемски водопад) – изключително величествен, една от най-изумителните гледки в Южния Джендем, висок около 120 м. Следват Змийските водопади, Широкият водопад (висок 25 м и широк над 15 м), водопадът Кози рог (18 м) и много други.

## Проучване на Южния Джендем
В Южния Джендем проникването може да стане през няколко места, като почти при всички случаи връщането е по същия път.
Първият опит за цялостно преминаване на Южния Джендем е направен през юни 1957 г. от група с ръководител Енчо Баланов. Един месец по-късно Никола Корчев, Симеон Симов и Младен Чакъров стават първите хора, които успяват, в продължение на осем дена (от 28 юли до 4 август), да преминат по течението на Джендемската река от изворите ѝ до Кьоравите мостове, където тя се влива в река Бъзовица и откъдето започват овчарските пътеки.
През 1967 г. за първи път алпинисти успяват да преминат Дяволските теснини срещу течението – Огнян Петков (Огата), Иван Петров, Сашо Попов и Георги Чаталбашев.